# Burgruine Klingenfels
Die Burgruine Klingenfels ist eine abgegangene Spornburg über der Mündung des Steinbachs in die Schmerach auf 414,4 m ü. NN etwa 750 Meter westsüdwestlich des Ortsteils Steinbächle der Stadt Ilshofen im Landkreis Schwäbisch Hall in Baden-Württemberg.

## Geschichte
Burg Klingenfels wurde Ende des 12. oder Anfang des 13. Jahrhunderts von den Herren von Klingenfels erbaut, im Jahr 1222 wurde ein Konrad von Klingenfels erstmals bezeugt. Das Adelsgeschlecht von Klingenfels war vermutlich mit dem Geschlecht den Herren von Krautheim verwandt. Beide Familien gehörten auch dem Stand der Edelfreien an. Die Klingenfelser starben kurz nach 1250 aus, danach benannte sich eine niederadelige Ministerialenfamilie nach der Burg. Sie waren wohl mit den Vellbergern verwandt, worauf unter anderem ein identisches Wappen hindeutet.
Die Burg Klingenfels selbst wurde im Jahr 1350 erstmals erwähnt, sie war damals im Lehnsbesitz der Ministerialen, das sie von den Herren von Hohenlohe empfangen hatten.
Zerstört wurde das „große Raubhauß“ während des Städtekrieges im Jahr 1381, wahrscheinlich zusammen mit Burg Bielriet von den Hallern wegen von der Burg ausgehender Raubzüge. Ein Jahr danach erwarb die Reichsstadt Hall den Burgstall sowie das anschließende Eichholz für 80 Gulden, sie vergrößerte damit ihr Territorium.
Allerdings war der Haller Besitz umstritten, im Jahr 1413 forderte der Haller Bürger Kunz von Klingenfels die Rechte an dem Burgstall. Die Reichsstadt scheint ihren Besitz während des 15. Jahrhunderts auch wirklich verloren zu haben, denn 1506 verkaufte der Ritter Wolf von Gültlingen unter anderem „ain Burkstall genannt Clingenfelß“, der „von alters her“ auf ihn gekommen ist, an Georg von Vellberg. Nach dem Tod von Konrad von Vellberg im Jahr 1592 kam der Burgstall dann 1594 erneut an die Reichsstadt Hall.

## Beschreibung
Die Burg lag auf einem nach Westen in eine Flussschleife der Schmerach ragenden Hochflächensporn. Die Burganlage war auf der Nord- und Westseite durch steilen Abfall zur etwa 70 Meter tiefer liegenden Schmerach und an der Südseite durch ein tief eingeschnittenes Klingental des Steinbaches natürlich geschützt. An der Ostseite dagegen musste die Burg, weil hier das Gelände zur Hochfläche hin leicht ansteigt, durch angelegte Halsgräben gesichert werden.
Der äußerste Graben im Osten – etwa 100 Meter lang, 4 bis 5 Meter tief und etwa 6 Meter breit – wurde in den Muschelkalk getrieben und lag zwischen dem Vorgelände und der Vorburg. Durch ihn verläuft heute ein etwa drei Meter tiefer Hohlweg. Die trapezförmige Fläche der Vorburg ist etwa 22 Meter breit und an der Ostseite 74, an der Westseite 55 Meter lang. Bebauungsspuren von ihr sind heute nicht mehr zu sehen.
Westlich der Vorburg trennte ein zweiter gerade verlaufender Graben, der heute noch etwa 60 Meter lang und 6 Meter tief ist, den recht genau dreieckigen Bereich der Kernburg ab. Diese hat eine größte Länge (Ost–West) von 52 Meter und eine Breite von 48 Meter; hier ist auch ein Wall erkennbar, vermutlich der Rest der verstürzten Ringmauer.  
Vor der Westspitze der Burganlage liegt noch etwa 3,5 Meter tiefer als die Kernburg ein Ausläufer des Bergspornes, auf dem vielleicht weitere Wirtschaftsgebäude der Burg standen.
Der gesamte Burgbereich ist durch Steinbrucharbeiten teilweise stark gestört.